# Чкаљевац
Чкаљевац (лат. Vanessa cardui) врста је дневног лептира из породице шаренаца (лат. Nymphalidae).

## Опис
Основна боја горње стране крила је жућкасторозе. На врху предњих крила има беле мрље, а на задњим крилима има мале црне тачке. 
Гусенице су тамносмеђе са чекињама на леђној страни и бледожутом пругом са бокова.
Врста се јавља током године у две генерације. Прва генерација се формира у периоду јун-септембар, када с пролећа јединке долећу са југа из Африке и Мале Азије, део продужава миграцију на север Европе, а у јесен се одвија повратна миграција.
Vanessa cardui има распон крила 55—60, а дужина предњих крила износи 27—29 милиметара.
Гусенице у исхрани користе бројне врсте из фамилија Cucurbitaceae, Asteraceae, Fabaceae, Vitaceae, Malvaceae, Brassicaceae и Boraginaceae. Најчешћа је врста Cirsium vulgare. На једној биљци може се пронаћи више јединки, јер их одају крупне фекуле заостале у свиленој заштити коју испредају између листова. 

#### Животни циклус
Чкаљевац је полигина врста, што значи да се мужјак пари са већим бројем женки, континуирано током године, како би се осигурало потомство.  Мужјаци су територијални. Број генерација зависи од географског подручја, а у лабораторијским условима изведено је чак осам. Ниједан стадијум није у стању да презимљава. Серицигена активност бележи се од наранијих ступњева. Како тече развој, сколуси који могу варирати у боји постају све уочљивији. Гусенице раних ступњева се од сличних разликују по паровима жутих сколуса на црном интегументу, субдорзално.

### Развој
Vanessa carudi је холометаболна врста . Женке полажу јаја на биљку домаћина, која ће служити као извор хране. Након излегања, ларве се непрекидно хране и граде свилене шаторе на биљци домаћину. Они се пресвлаче неколико пута у наредних неколико недеља пре него што пређу на следећу фазу у метаморфози. Као лутка, формира чахуру, а након завршетка појављује се као одрасли лептир. Развој чкаљевца зависи од климе; бржи развој се јавља у топлијим климама. У суптропским подручјима, завршетак развоја може трајати 33 до 44 дана. У хладнијим климама, развој може потрајати и до 60 дана.

## Распрострањење и станиште
Среће се на готово свим стаништима. Миграторна је врста која насељава већи део земљине кугле, нема је једино у Јужној Америци. Зоогеографска припадност: централноамеричка врста. Станишта варирају од отворених ливада, долина и поља до урбаних и пољопривредних подручја. Врста показује изузетну адаптивну моћ, те нема преференција нити ограничења ни по питању надморске висине.

## Екологија
Чкаљевац је посетилац са југа, којег је тешко помешати са другим лептирима, улгавном због црног троугла на врху предњег крила. То је мигрант и не може да преживи зиму у умереним климатским условима. Сваке године западну Европу поново насељавају лептири са југа Шпаније и Африке. У добрим годинама, може се видети скоро свуда. Често се сунча на тлу или у вегетацији широм отворених крила, мада полетеће у снажан, клизећи лет када му се неко приближи. Посећује разне цвеће за нектар. Полаже јаја на веома различите биљке у Европи. Јаја се полажу појединачно на горњу страну листова, а гусенице се хране у склоништу од лабаво испредених листова. Кукулизују се на хранилици. Станишта: мезофилни травњаци (11%), алпски и субалпски травњаци (7%), влажни травњаци и заједнице високог биља (7%), урбани паркови и велике баште (5%), угаре, пустоши (5%), шипражје и травњаци (5%), пољопривредно земљиште и вештачки пејзажи (5%).

## Статус угрожености
Према Међународној унији за заштиту природе (IUCN), врста у Европи није угрожена.

## Синоними
- Linnaeus, 1758